# H
}}
H, h (gọi là hắt hoặc hát hoặc hờ) là chữ thứ tám trong phần nhiều chữ cái dựa trên Latinh và là chữ thứ 11 trong chữ cái tiếng Việt.
- Trong tin học:
  - Trong Unicode ký tự H có mã U+0048 và ký tự h là U+0068.
  - Trong bảng mã ASCII, mã của H là 72 và h là 104 (thập phân); hay tương ứng trong số nhị phân là 01001000 và 01101000.
  - Trong bảng mã EBCDIC, mã cho H là 200 và cho h là 136.
  - Mã trong HTML và XML cho H là "& #72;" và cho h là "& #104;".
- Trong hệ đo lường quốc tế:
  - H là ký hiệu của henry (đơn vị độ tự cảm điện).
  - h là ký hiệu của giờ.
  - Trong âm nhạc, một số quốc gia quy định H là nốt Si. Tuy nhiên đa số vẫn dùng B
  - h cũng được dùng cho tiền tố héctô – hay 100.
- Trong vật lý học:
  - h là hằng số Planck.
  - h là hằng số Dirac.
  - Trong nhiệt động lực học, h là enthalpy của một vật/hệ thống.
- Trong hóa học, H là ký hiệu cho nguyên tố hiđrô (Hydrogen Z = 1).
- Trong hóa sinh học, H là ký hiệu của histidin.
- Trong toán học, {\displaystyle \mathbb {H} } đại diện cho quatenion (dựa vào tên của William Rowan Hamilton).
- Chữ h bắt đầu của nhiều từ trong tiếng Pháp thường không được phát âm (h muet).
- Bom H là một loại vũ khí hạt nhân.
- Theo mã số xe quốc tế, H được dùng cho Hungary.
- H được gọi là Hotel trong bảng chữ cái ngữ âm NATO.
- Trong bảng chữ cái Hy Lạp, đã có một thời H tương đương với Η và h tương đương với η.

| Bảng chữ cái Latinh                                                                         | Bảng chữ cái Latinh       | Bảng chữ cái Latinh       | Bảng chữ cái Latinh       | Bảng chữ cái Latinh       | Bảng chữ cái Latinh       | Bảng chữ cái Latinh       | Bảng chữ cái Latinh       | Bảng chữ cái Latinh       | Bảng chữ cái Latinh       | Bảng chữ cái Latinh       | Bảng chữ cái Latinh       | Bảng chữ cái Latinh       | Bảng chữ cái Latinh       | Bảng chữ cái Latinh       | Bảng chữ cái Latinh       | Bảng chữ cái Latinh       | Bảng chữ cái Latinh       | Bảng chữ cái Latinh       | Bảng chữ cái Latinh       | Bảng chữ cái Latinh       | Bảng chữ cái Latinh       | Bảng chữ cái Latinh       | Bảng chữ cái Latinh       | Bảng chữ cái Latinh       | Bảng chữ cái Latinh       | Bảng chữ cái Latinh       | Bảng chữ cái Latinh       | Bảng chữ cái Latinh       | Bảng chữ cái Latinh       | Bảng chữ cái Latinh       | Bảng chữ cái Latinh       | Bảng chữ cái Latinh       |
| Bảng chữ cái chữ Quốc ngữ                                                                   | Bảng chữ cái chữ Quốc ngữ | Bảng chữ cái chữ Quốc ngữ | Bảng chữ cái chữ Quốc ngữ | Bảng chữ cái chữ Quốc ngữ | Bảng chữ cái chữ Quốc ngữ | Bảng chữ cái chữ Quốc ngữ | Bảng chữ cái chữ Quốc ngữ | Bảng chữ cái chữ Quốc ngữ | Bảng chữ cái chữ Quốc ngữ | Bảng chữ cái chữ Quốc ngữ | Bảng chữ cái chữ Quốc ngữ | Bảng chữ cái chữ Quốc ngữ | Bảng chữ cái chữ Quốc ngữ | Bảng chữ cái chữ Quốc ngữ | Bảng chữ cái chữ Quốc ngữ | Bảng chữ cái chữ Quốc ngữ | Bảng chữ cái chữ Quốc ngữ | Bảng chữ cái chữ Quốc ngữ | Bảng chữ cái chữ Quốc ngữ | Bảng chữ cái chữ Quốc ngữ | Bảng chữ cái chữ Quốc ngữ | Bảng chữ cái chữ Quốc ngữ | Bảng chữ cái chữ Quốc ngữ | Bảng chữ cái chữ Quốc ngữ | Bảng chữ cái chữ Quốc ngữ | Bảng chữ cái chữ Quốc ngữ | Bảng chữ cái chữ Quốc ngữ | Bảng chữ cái chữ Quốc ngữ | Bảng chữ cái chữ Quốc ngữ | Bảng chữ cái chữ Quốc ngữ | Bảng chữ cái chữ Quốc ngữ | Bảng chữ cái chữ Quốc ngữ |
| ------------------------------------------------------------------------------------------- | ------------------------- | ------------------------- | ------------------------- | ------------------------- | ------------------------- | ------------------------- | ------------------------- | ------------------------- | ------------------------- | ------------------------- | ------------------------- | ------------------------- | ------------------------- | ------------------------- | ------------------------- | ------------------------- | ------------------------- | ------------------------- | ------------------------- | ------------------------- | ------------------------- | ------------------------- | ------------------------- | ------------------------- | ------------------------- | ------------------------- | ------------------------- | ------------------------- | ------------------------- | ------------------------- | ------------------------- | ------------------------- |
| Aa                                                                                          | Ăă                        | Ââ                        | Bb                        | Cc                        | Dd                        | Đđ                        | Ee                        | Êê                        |                           | Gg                        | Hh                        | Ii                        |                           | Kk                        | Ll                        | Mm                        | Nn                        | Oo                        | Ôô                        | Ơơ                        | Pp                        | Qq                        | Rr                        | Ss                        | Tt                        | Uu                        | Ưư                        | Vv                        |                           | Xx                        | Yy                        |                           |
| Bảng chữ cái Latinh cơ bản của ISO                                                          |                           |                           |                           |                           |                           |                           |                           |                           |                           |                           |                           |                           |                           |                           |                           |                           |                           |                           |                           |                           |                           |                           |                           |                           |                           |                           |                           |                           |                           |                           |                           |                           |
| Aa                                                                                          |                           |                           | Bb                        | Cc                        | Dd                        |                           | Ee                        |                           | Ff                        | Gg                        | Hh                        | Ii                        | Jj                        | Kk                        | Ll                        | Mm                        | Nn                        | Oo                        |                           |                           | Pp                        | Qq                        | Rr                        | Ss                        | Tt                        | Uu                        |                           | Vv                        | Ww                        | Xx                        | Yy                        | Zz                        |
| Chữ H với các dấu phụ                                                                       |                           |                           |                           |                           |                           |                           |                           |                           |                           |                           |                           |                           |                           |                           |                           |                           |                           |                           |                           |                           |                           |                           |                           |                           |                           |                           |                           |                           |                           |                           |                           |                           |
| Ĥĥ                                                                                          | Ȟȟ                        | Ḧḧ                        | Ḣḣ                        | Ḩḩ                        | Ḥḥ                        | Ḫḫ                        | H̱ẖ                        | Ħħ                        | Ⱨⱨ                        |                           |                           |                           |                           |                           |                           |                           |                           |                           |                           |                           |                           |                           |                           |                           |                           |                           |                           |                           |                           |                           |                           |                           |
| Ghép hai chữ cái                                                                            |                           |                           |                           |                           |                           |                           |                           |                           |                           |                           |                           |                           |                           |                           |                           |                           |                           |                           |                           |                           |                           |                           |                           |                           |                           |                           |                           |                           |                           |                           |                           |                           |
| Ha                                                                                          | Hă                        | Hâ                        | Hb                        | Hc                        | Hd                        | Hđ                        | He                        | Hê                        | Hf                        | Hg                        | Hh                        | Hi                        | Hj                        | Hk                        | Hl                        | Hm                        | Hn                        | Ho                        | Hô                        | Hơ                        | Hp                        | Hq                        | Hr                        | Hs                        | Ht                        | Hu                        | Hư                        | Hv                        | Hw                        | Hx                        | Hy                        | Hz                        |
| HA                                                                                          | HĂ                        | HÂ                        | HB                        | HC                        | HD                        | HĐ                        | HE                        | HÊ                        | HF                        | HG                        | HH                        | HI                        | HJ                        | HK                        | HL                        | HM                        | HN                        | HO                        | HÔ                        | HƠ                        | HP                        | HQ                        | HR                        | HS                        | HT                        | HU                        | HƯ                        | HV                        | HW                        | HX                        | HY                        | HZ                        |
| aH                                                                                          | ăH                        | âH                        | bH                        | cH                        | dH                        | đH                        | eH                        | êH                        | fH                        | gH                        | hH                        | iH                        | jH                        | kH                        | lH                        | mH                        | nH                        | oH                        | ôH                        | ơH                        | pH                        | qH                        | rH                        | sH                        | tH                        | uH                        | ưH                        | vH                        | wH                        | xH                        | yH                        | zH                        |
| AH                                                                                          | ĂH                        | ÂH                        | BH                        | CH                        | DH                        | ĐH                        | EH                        | ÊH                        | FH                        | GH                        | HH                        | IH                        | JH                        | KH                        | LH                        | MH                        | NH                        | OH                        | ÔH                        | ƠH                        | PH                        | QH                        | RH                        | SH                        | TH                        | UH                        | ƯH                        | VH                        | WH                        | XH                        | YH                        | ZH                        |
| Ghép chữ H với số hoặc số với chữ H                                                         |                           |                           |                           |                           |                           |                           |                           |                           |                           |                           |                           |                           |                           |                           |                           |                           |                           |                           |                           |                           |                           |                           |                           |                           |                           |                           |                           |                           |                           |                           |                           |                           |
|                                                                                             |                           |                           |                           | H0                        | H1                        | H2                        | H3                        | H4                        | H5                        | H6                        | H7                        | H8                        | H9                        |                           |                           |                           |                           |                           | 0H                        | 1H                        | 2H                        | 3H                        | 4H                        | 5H                        | 6H                        | 7H                        | 8H                        | 9H                        |                           |                           |                           |                           |
| Xem thêm                                                                                    |                           |                           |                           |                           |                           |                           |                           |                           |                           |                           |                           |                           |                           |                           |                           |                           |                           |                           |                           |                           |                           |                           |                           |                           |                           |                           |                           |                           |                           |                           |                           |                           |
| Biến thể Chữ số Cổ tự học Danh sách các chữ cái Dấu câu Dấu phụ ISO/IEC 646 Lịch sử Unicode |                           |                           |                           |                           |                           |                           |                           |                           |                           |                           |                           |                           |                           |                           |                           |                           |                           |                           |                           |                           |                           |                           |                           |                           |                           |                           |                           |                           |                           |                           |                           |                           |